# غرور (فیلم ۱۹۷۳)
غرور (انگلیسی: Abhimaan) فیلمی به کارگردانی هریشیکش موکرجی محصول سال ۱۹۷۳ است. از جمله بازیگران این فیلم می‌توان به آمیتاب باچان، جایا باچان، آسرانی، بیندو و ای. کی. هانگال اشاره کرد.